# 清洲会議

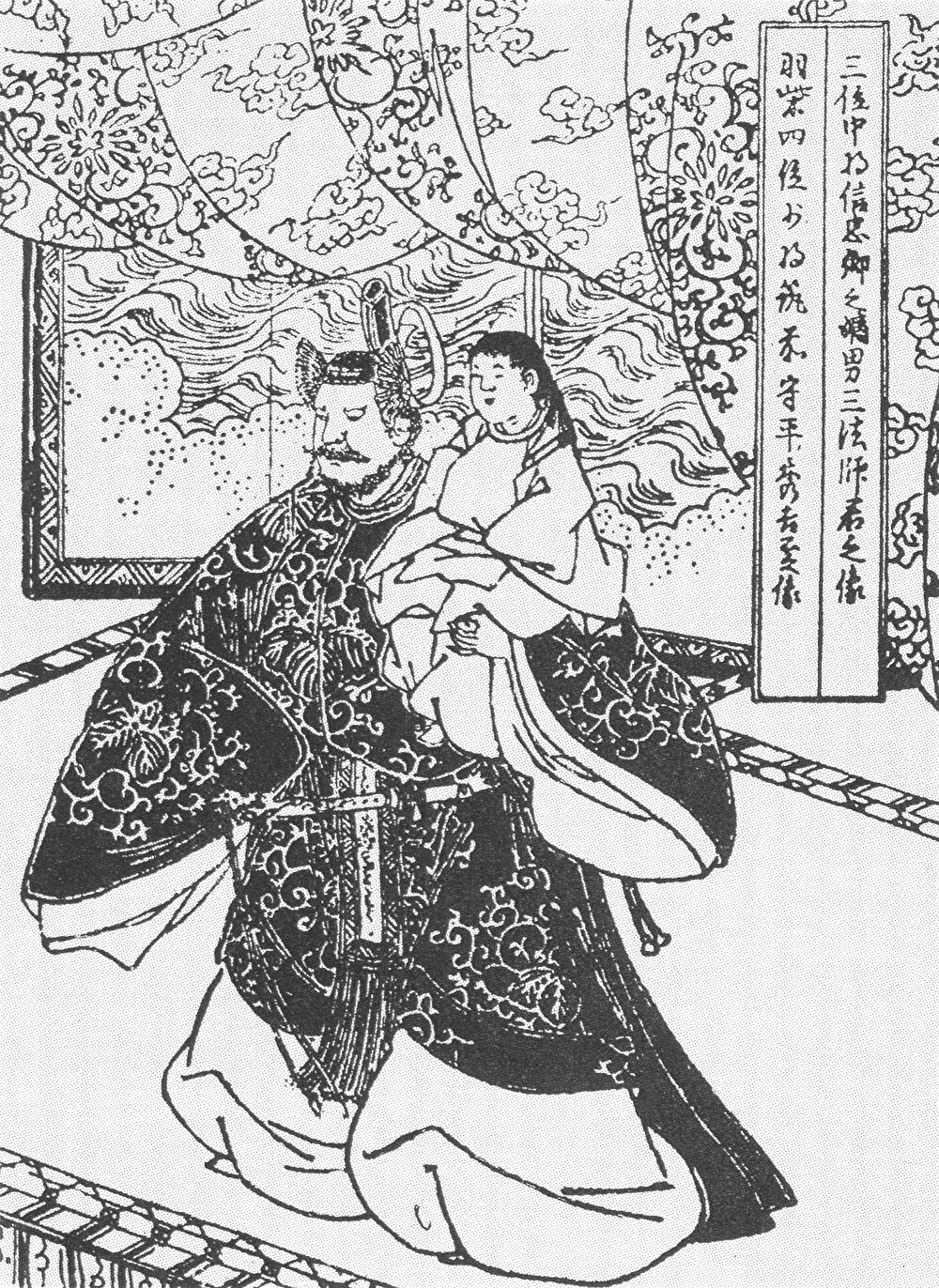
三法師を擁する秀吉～清洲会議の一場面（絵本太閤記）/日本城郭資料館所蔵

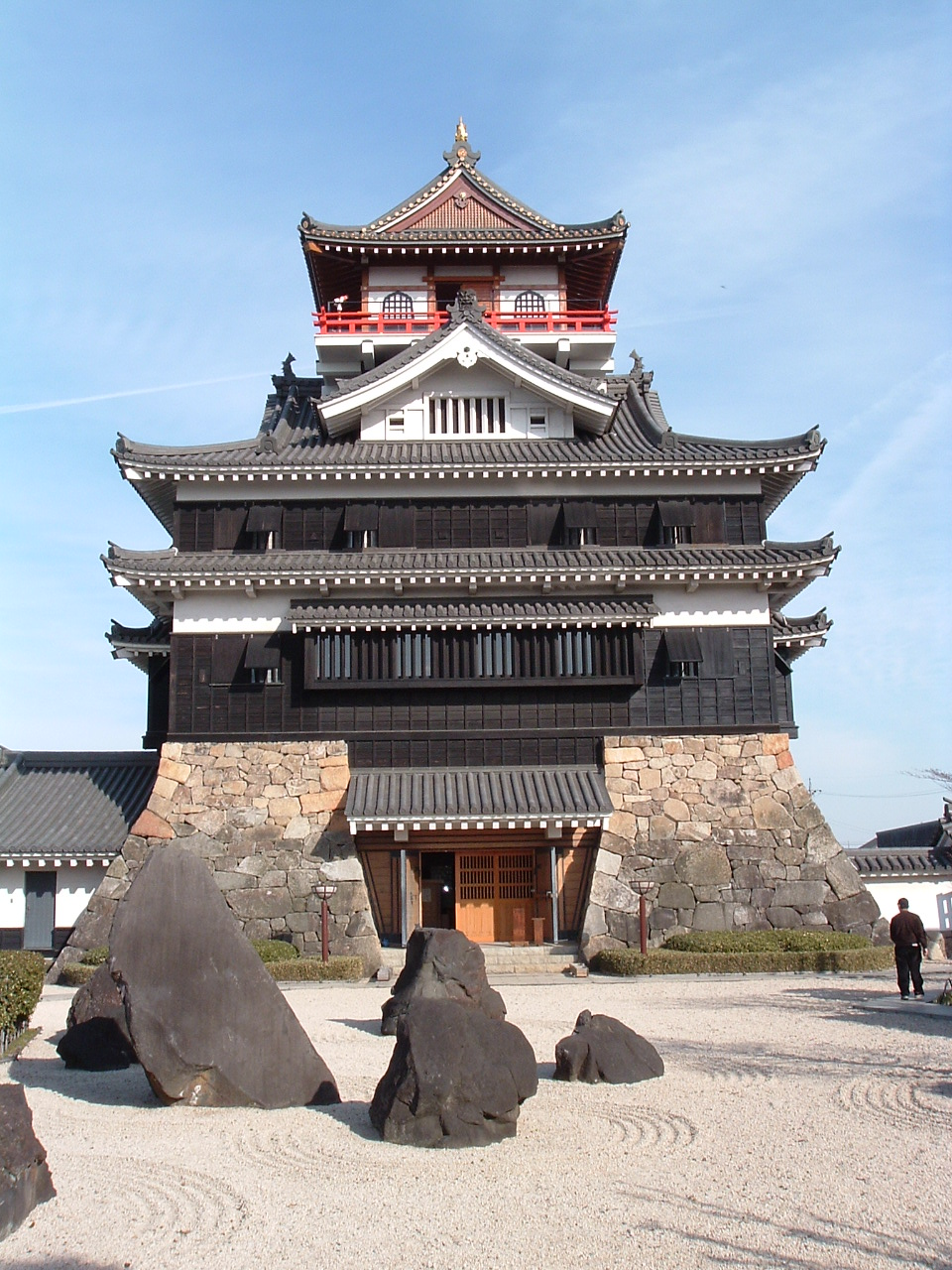
清洲城模擬天守

清洲会議（きよすかいぎ）は、安土桃山時代の天正10年6月27日（1582年7月16日）に開かれた、織田家の継嗣問題及び領地再分配に関する会議である。清須会議の表記が使用される場合もある。

## 参加者
天正10年6月の本能寺の変において、織田家前当主織田信長は京都で家臣の明智光秀の謀反で自害し、信長の嫡男で織田家当主であった織田信忠も二条新御所で切腹した。光秀は山崎の戦いで敗れ逃亡中に討たれ、織田家後継者および遺領の配分を決定することを目的に、尾張国清洲城（愛知県清須市）で開催された。集まった織田家家臣は柴田勝家、丹羽長秀、羽柴秀吉、池田恒興の4人で、滝川一益は直前の神流川の戦いで後北条氏に惨敗し、信濃から伊勢へ敗走中で間に合わなかった。恥じて不参加、あるいは織田氏の勢力を関東から撤退させたことを理由に参加を拒まれた、侵攻してきた後北条氏との最前線にいる筈の一益が会議には参加できないと考えられて初めから招集の対象とされていなかったとの説もある。それぞれ誓紙を交わしたが、直接の参加者の宿老4人だけでなく、織田信雄・織田信孝の2人の信長の上位の遺子たちと徳川家康の3人も会議の決定に委任して、それに従う形で誓紙を交わしていた。

## 家督問題の通説に対する異説
通説では織田家の後継者問題において、信長の次男信雄と三男信孝が互いに家督の地位を主張し引かなかったため、秀吉がその隙をつく形で信長の嫡孫である三法師を支持した。柴田勝家は反対論を唱えたものの、秀吉の光秀討滅の功績には対抗できず、幼少の三法師による家督継承が確実となった。『多聞院日記』にも「大旨は羽柴のままの様になった」と記している。
『川角太閤記』ではそれとやや流れが違い、秀吉が三法師を擁立し勝家が信孝を後継者に推して対立し、秀吉が席を立ち、残された3人での話し合いで勝家も矛を収めて三法師の家督擁立が決まったとしている。4日後、重臣4名が対面することになったが、その際に秀吉が玩具で三法師を手なずけて、対面の場に三法師を抱いて秀吉が現れ、それに対し重臣3名が平伏する形となったと記している。
一方、こうした通説に対して柴裕之は、そもそも信長の後継者である信忠に何かあれば、その嫡男である三法師が家督を継承することは信長存命中からの方針で家中に異論がなく（勝家が信孝を推したとするのは『川角太閤記』の創作とする）、清洲城で会議が開かれたのも三法師が滞在している城だからとする。会議で問題になったのは三法師が成人するまで「名代」を設置するか否かで、信雄と信孝の対立の焦点もそこにあったとしている。「信忠の同母弟であるものの光秀討伐の功績のない信雄と、光秀討伐の功績はあるが三法師とは血縁が比較的に薄く、後継者としての地位の正当性が弱い信孝とでは、いずれも家中の大勢の納得を得られず、結果的に単独の名代の設置は回避された」と柴は唱えている。つまり柴の指摘に従えば、清洲会議は「信長の後継者を決める」会議ではなく、信長の後継者である三法師がいる清洲城に集まって「三法師を支える体制のあり方を決める」会議だったということになる。
結果として三法師が織田家家督を継ぎ、叔父の織田信雄と信孝が後見人となり、傅役として堀秀政が付き、これを宿老として羽柴秀吉、柴田勝家、丹羽長秀、池田恒興の4重臣が補佐する体制ができた。この体制に協力する形で家康も参加していた。

## 織田家領地再配分
領地再分配では、次男・信雄は尾張国を、三男・信孝は美濃国を相続し、信長の四男で秀吉の養子である羽柴秀勝は明智光秀の旧領である丹波国を相続した。家臣団へは、勝家は越前国を安堵の上で、勝家の希望で秀吉の領地である長浜城と北近江3郡12万石の割譲が認められ、長浜城は養子の柴田勝豊に与えられた。長秀は若狭国を安堵の上で、近江国の2郡を、恒興は摂津国から3郡を、それぞれ加増された。新当主である三法師は近江国坂田郡と安土城を相続し、秀吉には従来の播磨国・但馬国に加え河内国と山城国が増領され、丹波国も含めると28万石の加増になり、勝家と逆転した。
また、神流川の戦いの後、北条氏政・上杉景勝、そして織田家の従属大名状態となっていた徳川家康が、織田家の支配が動揺している旧武田領国に侵攻した（天正壬午の乱）。このうち、徳川家康から羽柴秀吉ら織田家重臣に対して旧武田領国への進出の了承を求めてきていた。滝川一益敗走の知らせを受けた重臣たちは当初は旧武田領国の奪還を方針としていたが、家康の申し入れを受けて家康による旧武田領国の平定を容認することになった。ただし、これによって滝川一益をはじめとする今回の決定によって所領を失うことになる旧武田領国に与えられていた諸将への対応は決定されず、後日旧武田領国を家康に委ねたことを知った滝川一益から代わりの所領を要求されるが、重臣たちは会議で決定した所領配分のやり直しも出来ずに結論が先送りされ、一益の不満を強めていくことになる。また、信雄が支配することになった尾張国と信孝が支配することになった美濃国の国境についても両者の意見の対立があり（信孝は洪水による木曽川の流路変更を理由に国境線自体の変更を求めた）、信孝の意見を支持する秀吉と信雄の意見を支持する勝家が対立した（秀吉は信孝の意見を支持する代わりに三法師の安土移動を取引する算段であったという）。最終的に信雄の意見が会議の合意に基づいたものとして認められることになるが、これは信孝の不満を強めていく一因となった。

## 織田家家臣団画像
|  |  |  |  |

## 会議の影響
清洲会議では、それまで織田家の重臣筆頭として最大の発言権を持っていた勝家の影響力が低下し、代わりに秀吉が重臣筆頭の地位を占めるなど、織田家内部の勢力図が大きく塗り変えられた。
清洲会議後に秀吉は三法師の傅役の堀秀政と組み、宿老の丹羽長秀と池田恒興を懐柔し秀吉陣営を形成する。これに危機感を覚えた信孝は勝家と組んで反秀吉陣営を構築し、会議から排除された滝川一益も加わり、織田家重臣たちは二分される。
この会議において織田家の後継者になろうとした織田信雄は北畠から織田に復姓したため、北畠家は名実ともに滅亡した。
黒田基樹は、同じく織田家の後継者になろうとした織田信孝も信長生前の方針であった三好康長に養子入りして三好家を継承する予定が中止になったとし、会議の結果として信孝の代わりとなる養子として宮部継潤の養子となっていた羽柴秀吉の甥・宮部吉継が選ばれたとする説を唱えている。吉継は三好家に養子入りするにあたり、信孝の地位に代わる存在として信長の偏諱を取って「三好信吉」と称することが許されたとしている。なお、後年秀吉が政権を確立すると三好信吉は三好から羽柴に復姓して羽柴秀次と名乗ることになる。

## 会議決定の破棄
10月11日から15日、秀吉は信長の葬儀を、羽柴秀勝を立てて喪主として、大徳寺で挙行し、葬列では秀吉が信長の位牌を持ち、信長の後継者として大きく世間の耳目を集めた。主筋で、岐阜城で三法師を抱えて離さない信孝の側に対抗するため、11月1日までに、秀吉は信孝と勝家の謀反を理由に、清洲会議の決定を破棄し、織田信雄を織田家の家督に据えると勝家を除く三宿老の丹羽長秀と池田恒興との三者の合議で決めた。この決定は、清洲会議の体制に含まれる家康の承諾も必要で、家康は同年12月22日付で秀吉に信雄の家督相続に祝意を表す形で承認している。その後、秀吉と勝家は対立が深まっていき、翌年の賤ヶ岳の戦いにつながり、秀吉の天下取りとなる。